# Генна експресия
Генна експресия е процесът, при който унаследяема информация от един ген, например ДНК секвенция, се трансформира във функционален генетичен продукт като белтъчина или РНК.
Няколко стъпки в процеса на генната експресия може да бъдат променени, като транскрипцията, транслацията и посттранслационната модификация на белтъчините. Генното регулиране дава на клетката контрол над структурата и функцията и е основата за клетъчната диференциация, морфогенезиса, променливостта и приспособимостта на всеки организъм.
Процесът на експресия до белтъчина е многостъпален. Първо – част от ДНК се копира върху РНК носител, наречен още „информационна“ или „матрична РНК“ (съответно иРНК и мРНК). Получената верига иРНК се обработва до отстраняването на всички некодиращи секвенции (интрони). иРНК пристъпва в ендоплазмена мрежа, където образува комплекс с рибозом. Там кодоните на иРНК се прочитат от рибозома и се превръщат в поредица от свързани аминокиселини, водещи до крайната белтъчина.
|  | Тази страница частично или изцяло представлява превод на страницата Gene expression в Уикипедия на английски. Оригиналният текст, както и този превод, са защитени от Лиценза „Криейтив Комънс – Признание – Споделяне на споделеното“, а за съдържание, създадено преди юни 2009 година – от Лиценза за свободна документация на ГНУ. Прегледайте историята на редакциите на оригиналната страница, както и на преводната страница, за да видите списъка на съавторите. ВАЖНО: Този шаблон се отнася единствено до авторските права върху съдържанието на статията. Добавянето му не отменя изискването да се посочват конкретни източници на твърденията, които да бъдат благонадеждни. |